# هلن آرتشبالد كلارك
هلن آرتشبالد كلارك (بالإنجليزية: Helen Archibald Clarke)‏، (13 نوفمبر 1860 - 8 فبراير 1926) هي ناقدة أدبية أمريكية، ومحررة كتب، وملحنة وشاعرة غنائية، والمؤسس المشارك لمجلة (الشعر الشعبي) Poet Lore. كانت مؤثرة في تشكيل الذوق الأدبي الأمريكي في عصرها من خلال عملها في مجلة Poet Lore، من خلال عملها الذي شاركت فيه في تحرير الأعمال الكاملة للشاعرين البريطانيين روبرت براوننغ وإليزابيث باريت براوننغ، ومن خلال كتبها عن كتاب مثل: ناثانيل هوثورن وهنري وادزورث لونغفيلو. ولها مؤلفات عن الميثولوجيا، مثل: كتاب «مقدمة إلى الميثولوجيا».

## نبذة
ولدت هلن أرشبالد كلارك في عام 1860 في فيلادلفيا، بنسلفانيا، لجين ماريا سيرل وهيو أرشبالد كلارك. كان والدها ملحنا وأستاذا للموسيقى في جامعة بنسلفانيا، وأظهرت كلارك استعدادًا مبكرًا للموسيقى بنفسها. في ذلك الوقت، لم تقبل الجامعة النساء، لكن كلارك حضرت لمدة عامين كطالب خاص، وحصلت على شهادة في الموسيقى في عام 1883.

## المؤلفات

### تأليف
- ''Apparitions'' (1892; songs)
- ''Study Programmes: Robert Browning'' (1900, with Porter)
- ''Shakespeare Studies: Macbeth'' (1901, with Porter)
- ''Browning's Italy'' (1907)
- ''Browning's England'' (1908)
- ''A Child's Guide to Mythology'' (1908)
- ''Longfellow's Country'' (1909)
- ''Hawthorne's Country'' (1910)
- ''The Poets' New England'' (1911)
- ''Browning and His Century'' (1912)
- ''Shakespeare Study Programs: The Comedies'' (1914, with Porter)

### ترجمة
- ''Clever Tales'' (1897, with Porter)

### تحرير
- Browning, Robert. ''The Complete Works of Robert Browning''. New York: Kelmscott Society and Thos. Y. Crowell, 1898 (with Porter; 12 volumes)
- Browning, Elizabeth Barrett. ''Works: The Complete Works of Elizabeth Barrett Browning''. New York: Thos. Y. Crowell, 1900 (with Porter; 6 volumes)